# Privato Pezzoli
Privato Pezzoli (...) è un fondista di corsa in montagna e dirigente sportivo italiano.

## Biografia
Tra il 1985 ed il 1988 ha partecipato alle prime 4 edizioni di sempre dei campionati del mondo di corsa in montagna, sempre nella distanza lunga; a livello individuale si è piazzato sempre nelle prime dieci posizioni, senza però mai vincere medaglie. In compenso, ha conquistato quattro medaglie d'oro consecutive a squadre, vincendone poi anche una quinta nel 1990. Inoltre, nel 1981 è anche stato campione italiano di corsa in montagna.
Anche suo cugino Adriano ha vinto un titolo di campione italiano ed ha partecipato ad un'edizione dei mondiali di corsa in montagna, nella quale ha a sua volta vinto una medaglia d'oro a squadre.
Terminata la carriera, è diventato direttore tecnico dell'Atletica Valli Bergamasche Leffe, società che ha vinto diversi titoli individuali ai campionati italiani di corsa in montagna e portato anche vari suoi atleti a partecipare ad europei e mondiali.

## Palmarès
| Anno | Manifestazione                | Sede             | Evento         | Risultato | Prestazione | Note |
| ---- | ----------------------------- | ---------------- | -------------- | --------- | ----------- | ---- |
| 1985 | Mondiali di corsa in montagna | San Vigilio      | Distanza lunga | 7º        | 1h11'01"    |      |
| 1985 | Mondiali di corsa in montagna | San Vigilio      | A squadre      | Oro       |             |      |
| 1986 | Mondiali di corsa in montagna | Morbegno         | Distanza lunga | 7º        | 1h03'46"    |      |
| 1986 | Mondiali di corsa in montagna | Morbegno         | A squadre      | Oro       |             |      |
| 1987 | Mondiali di corsa in montagna | Lenzerheide      | Distanza lunga | 6º        | 1h15'28"    |      |
| 1987 | Mondiali di corsa in montagna | Lenzerheide      | A squadre      | Oro       |             |      |
| 1988 | Mondiali di corsa in montagna | Keswick          | Distanza lunga | 10º       | 1h12'19"    |      |
| 1988 | Mondiali di corsa in montagna | Keswick          | A squadre      | Oro       |             |      |
| 1990 | Mondiali di corsa in montagna | Telfes im Stubai | Distanza lunga | 17º       |             |      |
| 1990 | Mondiali di corsa in montagna | Telfes im Stubai | A squadre      | Oro       |             |      |

## Campionati nazionali
1976
- 9º ai campionati italiani di corsa campestre - 39'47"2
- Bronzo ai campionati italiani di corsa in montagna

1977
- Oro ai campionati italiani di corsa in montagna a staffetta (in squadra con Andrea Giupponi e Pier Alberto Tassi)

1980
- Argento ai campionati italiani di corsa in montagna
- Oro ai campionati italiani di corsa in montagna a staffetta (in squadra con Andrea Giupponi e Fausto Bonzi)

1981
- Oro ai campionati italiani di corsa in montagna
- Oro ai campionati italiani di corsa in montagna a staffetta (in squadra con Andrea Giupponi e Fausto Bonzi)

1982
- Oro ai campionati italiani di corsa in montagna a staffetta (in squadra con Fausto Bonzi e Gian Battista Scanzi)

1983
- Oro ai campionati italiani di corsa in montagna a staffetta (in squadra con Antonio Amalfa e Fausto Bonzi)

1984
- Oro ai campionati italiani di corsa in montagna a staffetta (in squadra con Antonio Amalfa e Fausto Bonzi)

1985
- Bronzo ai campionati italiani di corsa in montagna a staffetta (in squadra con Antonio Amalfa e Fausto Bonzi)

1986
- 5º ai campionati italiani di corsa in montagna

1987
- 7º ai campionati italiani di corsa in montagna
- Oro ai campionati italiani di corsa in montagna a staffetta (in squadra con Fausto Bonzi ed Alfonso Vallicella)

1988
- Oro ai campionati italiani di corsa in montagna a staffetta (in squadra con Fausto Bonzi ed Alfonso Vallicella)

1991
- Bronzo ai campionati italiani di corsa in montagna a staffetta (in squadra con Antonio Amalfa e Fausto Bonzi)

## Altre competizioni internazionali
1973
- 6º al Cross Tre Croci ( Scanzorosciate)

1974
- Argento al Giro Podistico Città di Melzo ( Melzo) - 33'01"6
- Argento al Cross di Malnate ( Malnate), gara juniores - 22'57"

1975
- 5º al Trofeo Negri ( Cagno) - 11 km
- Argento al Giro Podistico Città di Melzo ( Melzo) - 32'59"8
- 5º al Trofeo Mario Pezzoli ( Leffe), 10 km
- Oro al Cross di Villasanta ( Villasanta) - 29'09"

1976
- Argento al Cross di Garbagnate ( Garbagnate Milanese) - 34'14"

1978
- Oro al Trofeo Vanoni ( Morbegno), gara a staffetta (in squadra con Andrea Giupponi e Luciano Lazzarini) - 1h34'00"

1979
- 17º al Cross dell'Altopiano ( Clusone)
- Oro al Trofeo Vanoni ( Morbegno), gara a staffetta (in squadra con Andrea Giupponi e Luciano Lazzarini) - 1h37'04"

1980
- Oro alla International Snowdon Race (10 miglia) ( Llanberis) - 1h06'53""
- Argento al Giro del monte Reale ( Ronco Scrivia) - 55'54"4

1981
- 9º alla Dieci miglia del Garda ( Navazzo), 10 km - 33'25"[2]

1982
- 4º alla Dieci miglia del Garda ( Navazzo), 9,8 km - 32'34"[2]
- 7º al Cross dell'Altopiano ( Clusone) - 32'07"
- Argento al Trofeo Valli Bergamasche ( Leffe)[3]
- Oro al Trofeo Val Canzoi ( Agordo) (in squadra con Fausto Bonzi e Gian Battista Scanzi)

1983
- 5º alla Dieci miglia del Garda ( Navazzo) - 33'25"[2]
- 34º al Cross dell'Altopiano ( Clusone) - 38'30"
- Oro al Trofeo Vanoni ( Morbegno), gara a staffetta (in squadra con Fausto Bonzi ed Antonio Amalfa) - 1h30'06"
- Oro alla Scalata allo Zucco ( San Pellegrino Terme), 15 km - 1h12'08"[4]

1984
- 19º al Cross dell'Altopiano ( Clusone)
- Oro al Trofeo Vanoni ( Morbegno), gara a staffetta (in squadra con Fausto Bonzi ed Antonio Amalfa) - 1h30'47"
- Argento alla International Snowdon Race (10 miglia) ( Llanberis) - 1h05'83"

1985
- 10º alla Dieci miglia del Garda ( Navazzo), 11,25 km - 35'27"[2]
- 5º alla International Snowdon Race (10 miglia) ( Llanberis) - 1h03'56"[5]
- 5º alla Scalata allo Zucco ( San Pellegrino Terme) - 1h13'35"

1986
- Oro al Trofeo Vanoni ( Morbegno), gara a staffetta (in squadra con Fausto Bonzi e Vallicella) - 1h29'22"

1991
- 22º al Cross di Vigolo Baselga ( Vigolo Baselga)
- Oro alla Cà Bianca ( Cafasse) - 53'04"[6]

1995
- 28º al Cross delle Pradelle ( Domegge di Cadore) - 35'23"